# Michael McDonald (MMA)
Pour les articles homonymes, voir Michael McDonald et McDonald.
Michael McDonald, né le 15 janvier 1991 à Modesto en Californie, est un pratiquant professionnel américain d'arts martiaux mixtes (MMA). Il combat actuellement à l'Ultimate Fighting Championship dans la catégorie poids coqs.

## Distinctions
- Ultimate Fighting Championship
  - Combat de la soirée (deux fois)
  - Performance de la soirée (une fois)
  - Soumission de la soirée (une fois)
  - KO de la soirée (une fois)
- Tachi Palace Fight
  - Champion poids coqs du Tachi Palace

## Palmarès en arts martiaux mixtes
| 23 combats     | 19 victoires | 4 défaites |
| Par KO         | 10           | 2          |
| Par soumission | 6            | 2          |
| Sur décision   | 3            | 0          |

| Résultat | Record | Adversaire        | Méthode                         | Événement                                   | Date             | Round | Temps | Lieu                                   | Notes                                             |
| -------- | ------ | ----------------- | ------------------------------- | ------------------------------------------- | ---------------- | ----- | ----- | -------------------------------------- | ------------------------------------------------- |
| Victoire | 19-4   | Eduardo Dantas    | KO (poings)                     | Bellator 202 - Budd vs. Nogueira            | 13 juillet 2018  | 1     | 0:58  | Thackerville, Oklahoma, États-Unis     |                                                   |
| Victoire | 18-4   | Peter Ligier      | Décision unanime                | Bellator 191 - McDonald vs. Ligier          | 15 décembre 2017 | 3     | 5:00  | Newcastle upon Tyne, Angleterre        |                                                   |
| Défaite  | 17-4   | John Lineker      | KO (poings)                     | UFC Fight Night: McDonald vs. Lineker       | 13 juillet 2016  | 1     | 2:43  | Sioux Falls, Dakota du Sud, États-Unis |                                                   |
| Victoire | 17-3   | Masanori Kanehara | Soumission (rear-naked choke)   | UFC 195: Lawler vs. Condit                  | 2 janvier 2016   | 2     | 2:09  | Las Vegas, Nevada, États-Unis          | Performance de la soirée                          |
| Défaite  | 16-3   | Urijah Faber      | Soumission (guillotine choke)   | UFC on Fox: Johnson vs. Benavidez II        | 14 décembre 2013 | 2     | 3:22  | Sacramento, Californie, États-Unis     |                                                   |
| Victoire | 16-2   | Brad Pickett      | Soumission (triangle choke)     | UFC Fight Night: Shogun vs. Sonnen          | 17 août 2013     | 2     | 3:43  | Boston, Massachusetts, États-Unis      | Combat de la soirée Soumission de la soirée       |
| Défaite  | 15-2   | Renan Barão       | Soumission (arm-triangle choke) | UFC on Fuel TV: Barão vs. McDonald          | 16 février 2013  | 4     | 3:57  | Londres, Angleterre, Royaume-Uni       | Pour le titre des poids coqs intérimaire de l'UFC |
| Victoire | 15-1   | Miguel Torres     | KO (poings)                     | UFC 145: Jones vs. Evans                    | 21 avril 2012    | 1     | 3:18  | Atlanta, Géorgie, États-Unis           |                                                   |
| Victoire | 14-1   | Alex Soto         | KO (poings)                     | UFC 139: Shogun vs. Henderson               | 19 novembre 2011 | 1     | 0:56  | San Jose, Californie, États-Unis       | KO de la soirée                                   |
| Victoire | 13-1   | Chris Cariaso     | Décision partagée               | UFC 130: Rampage vs. Hamill                 | 28 mai 2011      | 3     | 5:00  | Las Vegas, Nevada, États-Unis          |                                                   |
| Victoire | 12-1   | Edwin Figueroa    | Décision unanime                | UFC Fight Night: Nogueira vs. Davis         | 26 mars 2011     | 3     | 5:00  | Seattle, Washington, États-Unis        | Combat de la soirée                               |
| Victoire | 11-1   | Clint Godfrey     | Soumission (armbar)             | WEC 52: Faber vs. Mizugaki                  | 11 novembre 2010 | 1     | 2:42  | Las Vegas, Nevada, États-Unis          |                                                   |
| Victoire | 10-1   | Cole Escovedo     | KO (poings)                     | Tachi Palace Fights 5                       | 9 juillet 2010   | 2     | 1:12  | Lemoore, Californie, États-Unis        | Remporte le titre des poids coqs du Tachi Palace  |
| Victoire | 9-1    | Manny Tapia       | TKO (poings)                    | Tachi Palace Fights 3                       | 4 février 2010   | 1     | 4:31  | Lemoore, Californie, États-Unis        |                                                   |
| Victoire | 8-1    | Carlos Graces     | TKO (poings)                    | Tachi Palace Fights 1                       | 8 octobre 2009   | 1     | 2:01  | Lemoore, Californie, États-Unis        |                                                   |
| Défaite  | 7-1    | Cole Escovedo     | TKO (poings)                    | PFC 13: Validation                          | 8 mai 2009       | 2     | 2:25  | Lemoore, Californie, États-Unis        |                                                   |
| Victoire | 7-0    | Jason Georgianna  | TKO (poings)                    | PFC 12: High Stakes                         | 22 janvier 2009  | 1     | 2:38  | Lemoore, Californie, États-Unis        |                                                   |
| Victoire | 6-0    | Randy Rodoni      | KO (poing)                      | Gladiator Challenge 86: Day of the Dead     | 2 novembre 2008  | 1     | 0:47  | Porterville, Californie, États-Unis    |                                                   |
| Victoire | 5-0    | Fernando Arreola  | Soumission                      | Gladiator Challenge 84: Bad Blood           | 7 septembre 2008 | 1     | 3:49  | Porterville, Californie, États-Unis    |                                                   |
| Victoire | 4-0    | Javier Vargas     | TKO (poings)                    | Gladiator Challenge 81: Lights Out          | 27 juillet 2008  | 1     | 1:38  | Porterville, Californie, États-Unis    |                                                   |
| Victoire | 3-0    | Steve Frano       | TKO (poings)                    | Gladiator Challenge 78: No Limits           | 18 mai 2008      | 1     | 1:17  | Porterville, Californie, États-Unis    |                                                   |
| Victoire | 2-0    | Dominic Pena      | Soumission (arm-triangle choke) | Gladiator Challenge 76: Alpha Dog Challenge | 17 mars 2008     | 1     | 1:12  | Porterville, Californie, États-Unis    |                                                   |
| Victoire | 1-0    | Joe Corona        | Soumission (triangle choke)     | Gladiator Challenge 71: Lock-N-Load         | 11 novembre 2007 | 1     | 1:17  | Porterville, Californie, États-Unis    |                                                   |